# Vida (település)
Vida (szerbül Банатско Вишњићево / Banatsko Višnjićevo) település Szerbiában, a Vajdaságban, a Közép-bánsági körzetben, Bégaszentgyörgy községi részében.

## Fekvése
Nagybecskerektől keletre, Katalinfalva, Szárcsa és Istvánfölde közt fekvő település.

## Népesség

### Demográfiai változások
| 1948 | 1953 | 1961 | 1971 | 1981 | 1991 | 2002 | 2011 |
| ---- | ---- | ---- | ---- | ---- | ---- | ---- | ---- |
| 662  | 682  | 677  | 577  | 458  | 391  | 384  | 258  |